# The Honeys
The Honeys fueron un grupo musical compuesto por mujeres de la década de 1960, que grabó para Capitol Records, y eran una especie de equivalente femenino de los Beach Boys. Brian Wilson sirvió como su productor musical y compositor principal.

## Carrera
The Honeys (el nombre deriva de un término del argot para una entusiasta femenina del surf) constaba de las hermanas Marilyn y Diane Rovell, y su primo de Ginger Blake. Marilyn y Diane conocieron a los Beach Boys cuando los chicos tocaron en un club de Hollywood llamado Pandora's Box, a finales de 1962. Brian y Marilyn (que todavía estaba en la escuela secundaria) comenzaron a salir, él llevó a las chicas al estudio de grabación, para producir sus canciones, "Surfin' Down the Swanee River", "Shoot the Curl" y "Pray for Surf". Las voces de las porritas en "Be True to Your School" fueron realizadas por The Honeys, y los dos grupos a veces compartieron escenario.
En 1964 The Honeys grabó coros para los sencillos de éxito "The New Girl in School", "Dead Man's Curve" y "The Little Old Lady from Pasadena" de Jan and Dean.
La carrera de The Honeys se desvaneció cuando la música surf pasó de moda. Marilyn y Brian se casaron, y se convirtieron en los padres de Carnie y Wendy Wilson, quienes más tarde encontraron la fama como miembros de Wilson Phillips. Marilyn y Diane posteriormente re-unieron como un dúo llamado American Spring, durante la década de 1970.
Durante la década de 1990, The Honeys se reunieron y tocaron localmente alrededor de Hollywood y Los Ángeles. Un CD de la antología de su música (incluyendo varias grabaciones de American Spring) también fue editado por Capitol Records en 1992.

## Discografía

### Álbumes de estudio
- 1983: Ecstasy
- 1986: It's Like Heaven

### Álbumes de compilación
- 1992: Capitol Collectors Series
- 2001: The Honeys Collection
- 2003: Pet Projects: The Brian Wilson Productions
- 2013: The Big Beat 1963

### Sencillos
- 1963: "Shoot the Curl"/"Surfin' Down the Swannee River"
- 1963: "Pray for Surf"/"Hide Go Seek"
- 1963: "The One You Can't Have"/"From Jimmy with Tears"
- 1964: "He's a Doll"/"The Love of a Boy and a Girl"
- 1969: "Tonight You Belong to Me"/"Goodnight, My Love"